# Girl at the Window
Girl at the Window is een Australische thriller uit 2022, geregisseerd door Mark Hartley. De hoofdrollen worden vertolkt door Radha Mitchell, Ella Newton en Vince Colosimo.

## Verhaal
Het tienermeisje Amy, worstelend met de dood van haar vader, denkt dat haar buurman een gezochte seriemoordenaar is die haar dorp terroriseert. De man is niet alleen haar buurman, maar ook de nieuwe vlam van Amy's moeder Barbara. Zolang Amy iedereen blijft lastigvallen met haar vage vermoedens, wordt ze weggezet als het meisje dat enkel paniek zaait.

## Rolverdeling
| Acteur            | Personage               |
| ----------------- | ----------------------- |
| Ella Newton       | Amy Poynton             |
| Radha Mitchell    | Barbara Poynton         |
| Adam Rozenbachs   | Amy's vader             |
| Karis Oka         | Liam Chen               |
| Vince Colosimo    | Chris Mancini           |
| James Mackay      | Mr. Coleman             |
| Lach Millar       | Lachie Millar           |
| Lauren Goetz      | Susan Miller            |
| Simone Buchanan   | Christina Ellis         |
| Trae Robin        | Todd Bradley            |
| Jackson Gallagher | Detective John Nordoff  |
| Andrew S. Gilbert | Detective Reuben Knox   |
| Sharon Johal      | Detective Dhara Mallick |
| Terrence Hammond  | Verslaggever            |
| Nathan Hill       | Steve Owen              |

## Productie
De opnames van Girl at the Window vonden plaats ten tijde van de coronapandemie in Melbourne, Australië.

## Release en ontvangst
Girl at the Window ging op 18 augustus 2022 in première in de Australische bioscopen. De film kreeg overwegend negatieve kritieken van de filmcritici, met een score van 33% op Rotten Tomatoes, gebaseerd op 9 beoordelingen.